# Prospect (Nueva York)
Prospect es una villa ubicada en el condado de Oneida en el estado estadounidense de Nueva York. En el año 2000 tenía una población de 330 habitantes y una densidad poblacional de 626 personas por km².

## Geografía
Prospect se encuentra ubicada en las coordenadas 43°18′13″N 75°9′8″O / 43.30361, -75.15222.

## Demografía
Según la Oficina del Censo en 2000 los ingresos medios por hogar en la localidad eran de $49,167, y los ingresos medios por familia eran $50,625. Los hombres tenían unos ingresos medios de $32,708 frente a los $28,333 para las mujeres. La renta per cápita para la localidad era de $16,579. Alrededor del 5.4% de la población estaban por debajo del umbral de pobreza.